# Sloanea dentata
Sloanea dentata är en tvåhjärtbladig växtart som beskrevs av Carl von Linné. Sloanea dentata ingår i släktet Sloanea och familjen Elaeocarpaceae. Inga underarter finns listade i Catalogue of Life.